# Bénarville
Bénarville ist eine französische Gemeinde mit 262 Einwohnern (Stand 1. Januar 2022) im Département Seine-Maritime in der Region Normandie (vor 2016 Haute-Normandie). Sie gehört zum Arrondissement Le Havre und zum Kanton Saint-Romain-de-Colbosc (bis 2015 Kanton Goderville). Die Einwohner werden Bénarvilais genannt.

## Geographie
Bénarville liegt etwa 32 Kilometer nordöstlich von Le Havre im Pays de Caux.

## Bevölkerungsentwicklung
| Jahr      | 1962 | 1968 | 1975 | 1982 | 1990 | 1999 | 2007 | 2014 |
| Einwohner | 181  | 169  | 171  | 190  | 213  | 193  | 237  | 255  |

## Sehenswürdigkeiten
- Kirche Saint-Germain